# X (rod)
X, rod kukaca kornjaša iz porodice pipa (Curculionidae) kojemu pripada svega tri vrste, od kojih X cinerea jedina živi u Africi (Sijera Leone), a ostale dvije u Sikkimu (X humeralis), i Mađarskoj, Turskoj i Krimu (X lineatus).

## Vrste i autorstva
1. X cinerea Hust., 1928
2. X humeralis Hust., 1924
3. X lineatus Gyll. in Schoenh., 1837